# Токъякы
Токъякы; Токылькы (устар. Токья-Кы) — река в России, протекает по территории Ямало-Ненецкого автономного округа. Устье реки находится в 32 км по левому берегу реки Большая Ширта. Длина реки составляет 37 км. В 6 км от устья по правому берегу впадает река Польмотылькикэ.

## Данные водного реестра
По данным государственного водного реестра России относится к Нижнеобскому бассейновому округу, водохозяйственный участок реки — Таз. Речной бассейн реки — Таз.
Код объекта в государственном водном реестре — 15050000112115300065123.